# Neufchâtel-en-Saosnois
Pour les articles homonymes, voir Neufchâtel.
Neufchâtel-en-Saosnois (prononcé [nøʃatɛlɑ̃sonwa]) est une commune française, située dans le département de la Sarthe en région Pays de la Loire, peuplée de 1 023 habitants.
La commune fait partie de la province historique du Maine, et se situe dans le Saosnois.

## Géographie
C'est une commune sarthoise située dans le Saosnois au nord du département, à 12 km d'Alençon (Orne) et 10 km de Mamers. Elle est rattachée au canton de Mamers.

### Communes limitrophes
| Villeneuve-en-Perseigne (comm. dél. de Saint-Rigomer-des-Bois) | Villeneuve-en-Perseigne (comm. dél. de La Fresnaye-sur-Chédouet) | Villaines-la-Carelle |
| Ancinnes                                                       | Neufchâtel-en-Saosnois                                           | Villaines-la-Carelle |
| Ancinnes                                                       | Saint-Rémy-du-Val                                                | Saint-Rémy-du-Val    |

### Climat
Pour des articles plus généraux, voir Climat des Pays de la Loire et Climat de la Sarthe.
En 2010, le climat de la commune est de type climat océanique dégradé des plaines du Centre et du Nord, selon une étude du CNRS s'appuyant sur une série de données couvrant la période 1971-2000. En 2020, Météo-France publie une typologie des climats de la France métropolitaine dans laquelle la commune est exposée à un climat océanique altéré et est dans la région climatique  Normandie (Cotentin, Orne), caractérisée par une pluviométrie relativement élevée (850 mm/a) et un été frais (15,5 °C) et venté. 
Pour la période 1971-2000, la température annuelle moyenne est de 10,9 °C, avec une amplitude thermique annuelle de 14,3 °C. Le cumul annuel moyen de précipitations est de 743 mm, avec 12 jours de précipitations en janvier et 7,4 jours en juillet. Pour la période 1991-2020, la température moyenne annuelle observée sur la station météorologique de Météo-France la plus proche, « La Fresnaye », sur la commune de Villeneuve-en-Perseigne à 8 km à vol d'oiseau, est de 10,8 °C et le cumul annuel moyen de précipitations est de 770,2 mm,. Pour l'avenir, les paramètres climatiques de la commune estimés pour 2050 selon différents scénarios d'émission de gaz à effet de serre sont consultables sur un site dédié publié par Météo-France en novembre 2022.

## Urbanisme

### Typologie
Au 1er janvier 2024, Neufchâtel-en-Saosnois est catégorisée commune rurale à habitat dispersé, selon la nouvelle grille communale de densité à sept niveaux définie par l'Insee en 2022.
Elle est située hors unité urbaine. Par ailleurs la commune fait partie de l'aire d'attraction d'Alençon, dont elle est une commune de la couronne,. Cette aire, qui regroupe 89 communes, est catégorisée dans les aires de 50 000 à moins de 200 000 habitants,.

### Occupation des sols
L'occupation des sols de la commune, telle qu'elle ressort de la base de données européenne d’occupation biophysique des sols Corine Land Cover (CLC), est marquée par l'importance des forêts et milieux semi-naturels (56 % en 2018), une proportion sensiblement équivalente à celle de 1990 (56,1 %). La répartition détaillée en 2018 est la suivante : 
forêts (54,5 %), terres arables (29,1 %), prairies (10,7 %), zones urbanisées (4,1 %), milieux à végétation arbustive et/ou herbacée (1,5 %). L'évolution de l’occupation des sols de la commune et de ses infrastructures peut être observée sur les différentes représentations cartographiques du territoire : la carte de Cassini (XVIIIe siècle), la carte d'état-major (1820-1866) et les cartes ou photos aériennes de l'IGN pour la période actuelle (1950 à aujourd'hui).

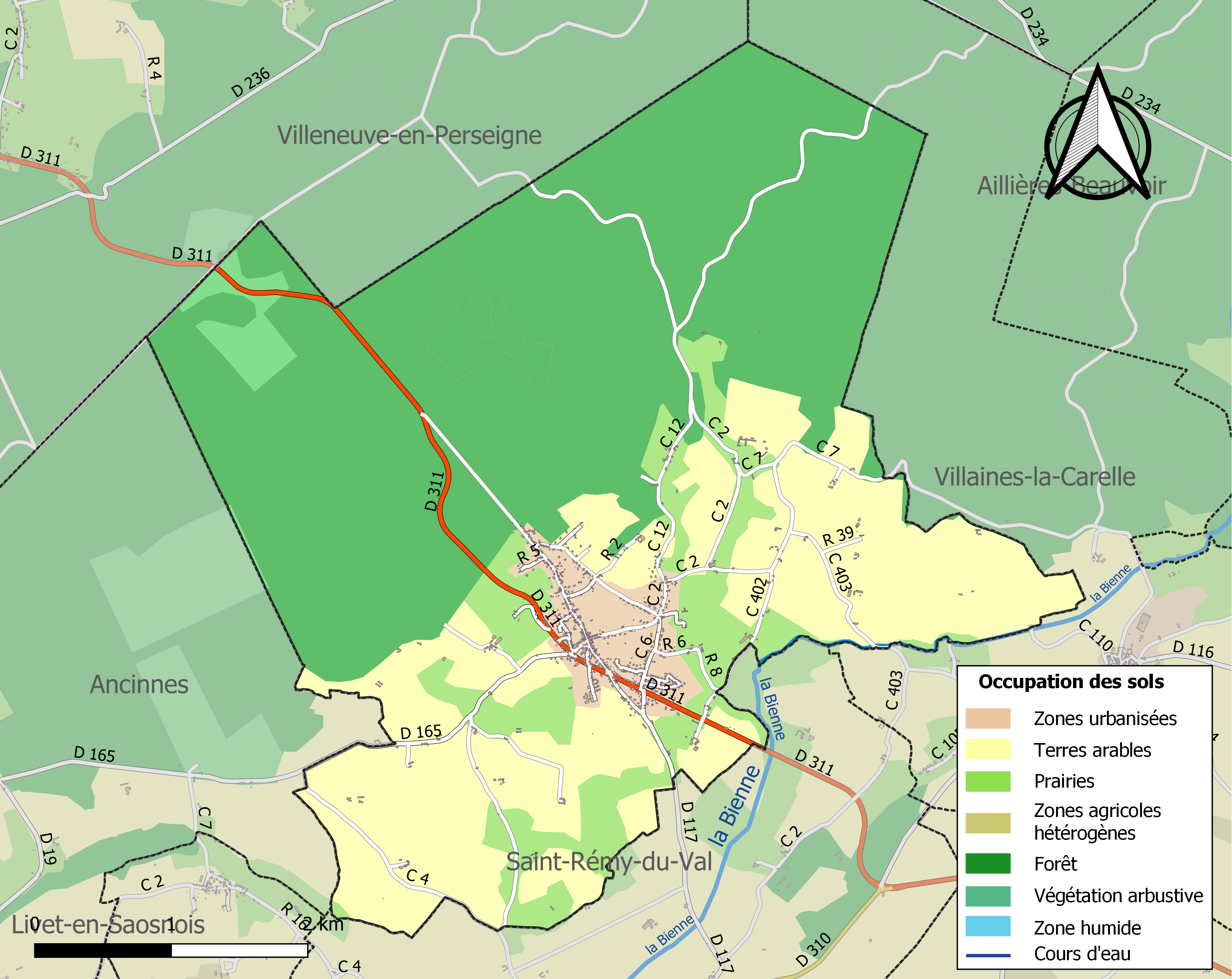
Carte des infrastructures et de l'occupation des sols de la commune en 2018 (CLC).

## Toponymie
D’après Dauzat et Rostaing, son toponyme s’écrivait de Castro Novo en 1076, c’est-à-dire « le château neuf ». Taverdet propose presque le même toponyme, Castro Novo, mais datant de 616. 
Neufchatel avant 1794, puis Neufchâtel et enfin Neufchâtel-en-Saosnois depuis 1894.
Le gentilé est Neufchâtellois.

## Histoire
Depuis 1149, la cure appartenait à l'abbé de Saint-Martin de Séez. En 1145, fondation d'une abbaye cistercienne par Guillaume III Talvas, comte de Bellême, dont il ne reste aujourd'hui que quelques vestiges (abbaye de Perseigne).

## Politique et administration
| Période                                  | Période   | Identité           | Étiquette     | Qualité           |
| ---------------------------------------- | --------- | ------------------ | ------------- | ----------------- |
| mars 1971                                | mai 1992  | Francis Caris      |               |                   |
| mai 1992                                 | juin 1995 | Nazar Otmane       |               |                   |
| juin 1995                                | mars 2008 | Paule Lenoir       |               |                   |
| mars 2008                                | mars 2014 | Patrick Folie      | Parti radical |                   |
| mars 2014                                | mai 2020  | Michel Gourdel     | UDI           | Gérant de société |
| mai 2020                                 | En cours  | Jean-Denis Guibert | SE            | Retraité          |
| Les données manquantes sont à compléter. |           |                    |               |                   |

## Démographie
L'évolution du nombre d'habitants est connue à travers les recensements de la population effectués dans la commune depuis 1793. Pour les communes de moins de 10 000 habitants, une enquête de recensement portant sur toute la population est réalisée tous les cinq ans, les populations de référence des années intermédiaires étant quant à elles estimées par interpolation ou extrapolation. Pour la commune, le premier recensement exhaustif entrant dans le cadre du nouveau dispositif a été réalisé en 2008.
En 2022, la commune comptait 1 023 habitants, en évolution de −0,58 % par rapport à 2016 (Sarthe : −0,25 %, France hors Mayotte : +2,11 %).
| 1793 | 1800  | 1806 | 1821  | 1831  | 1836  | 1841  | 1846  | 1851  |
| ---- | ----- | ---- | ----- | ----- | ----- | ----- | ----- | ----- |
| 838  | 1 146 | 922  | 1 052 | 1 441 | 1 589 | 1 709 | 1 706 | 1 714 |

| 1856  | 1861  | 1866  | 1872  | 1876  | 1881  | 1886  | 1891  | 1896  |
| ----- | ----- | ----- | ----- | ----- | ----- | ----- | ----- | ----- |
| 1 588 | 1 494 | 1 517 | 1 429 | 1 529 | 1 301 | 1 331 | 1 223 | 1 188 |

| 1901  | 1906  | 1911 | 1921 | 1926 | 1931 | 1936 | 1946 | 1954 |
| ----- | ----- | ---- | ---- | ---- | ---- | ---- | ---- | ---- |
| 1 103 | 1 040 | 993  | 839  | 816  | 826  | 854  | 904  | 775  |

| 1962 | 1968 | 1975 | 1982 | 1990 | 1999 | 2006 | 2008 | 2013  |
| ---- | ---- | ---- | ---- | ---- | ---- | ---- | ---- | ----- |
| 806  | 712  | 650  | 704  | 794  | 763  | 909  | 950  | 1 004 |

| 2018  | 2022  | - | - | - | - | - | - | - |
| ----- | ----- | - | - | - | - | - | - | - |
| 1 023 | 1 023 | - | - | - | - | - | - | - |

## Économie
Longtemps tournée vers les métiers traditionnels de la forêt et du travail du bois, Neufchâtel se trouve maintenant située au centre du pays d'Alençon.

## Lieux et monuments

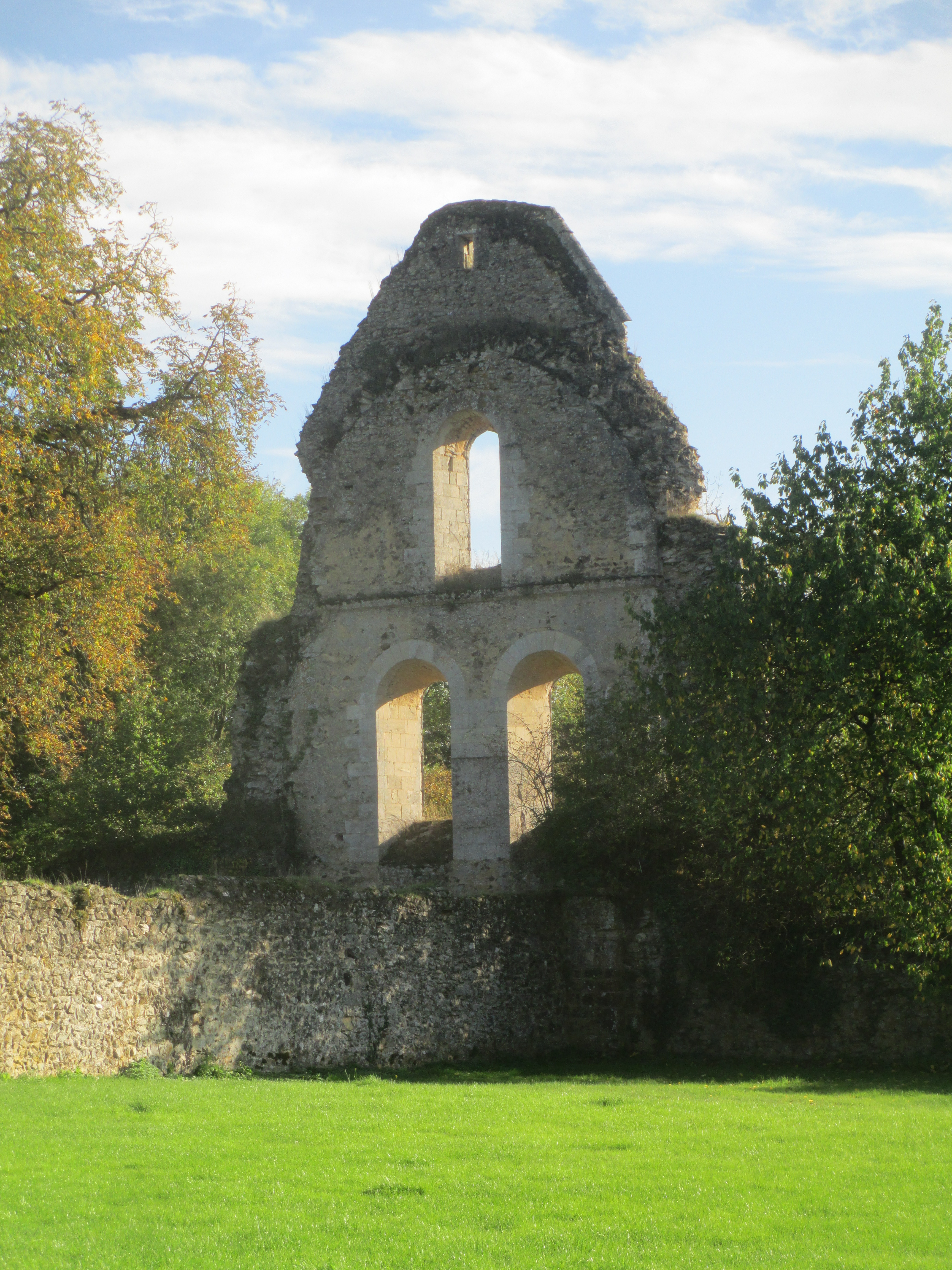
Les ruines de l'abbaye de Perseigne.
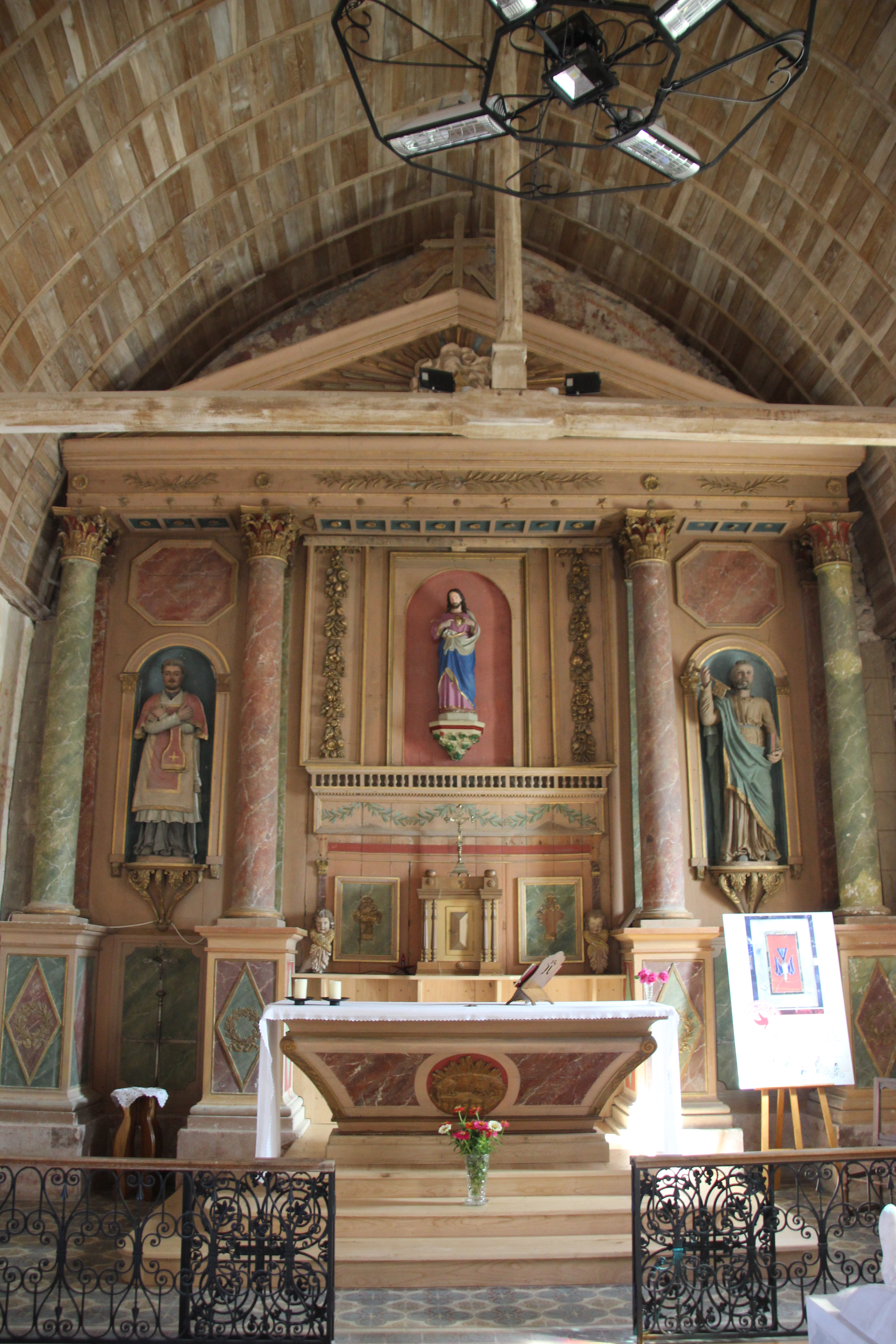
Retable de l'église Saint-Étienne.

- Ruines de l'abbaye de Perseigne, du XIIe siècle, inscrites au titre des monuments historiques en 1932[22]. Propriété privée, centre de vacances, accès interdit en juillet et août.
- Église Saint-Étienne du XIIIe au XVe siècle, de style gothique. Le porche est surmonté d'une niche abritant une statue de saint Étienne, la chapelle abrite un autel en marbre. Gisant en granit de Guillaume III Talvas du XIIIe siècle. Vitrail de Jean II (comte du Perche et duc d'Alençon) du XVIe siècle, représenté agenouillé, en armure et les mains jointes. Bénitier octogonal en granit du XVIe siècle, provenant de l'abbaye de Perseigne. Lutrin en bois du XVIIe siècle dont l'aigle qui le surmonte  provient de l'abbaye de Perseigne[23].
- Maison du Sabot (musée).
- Forêt domaniale de Perseigne et son belvédère.
- Étang de Guibert.
- Maison de la Randonnée.

## Personnalités liées
- Thérésa (Emma Valladon, 1837 - 1913 à Neufchâtel-en-Saosnois) : grande dame de la chanson réaliste.

## Activité et manifestations

### Jumelages
- En compagnie du village voisin Saint-Rémy-du-Val, Neufchâtel-en-Saosnois est jumelée à la localité allemande Kolitzheim[24].